# Bohumil Vlasák
Bohumil Vlasák (20. února 1871 Příbram - 31. května 1945 Praha) byl rakousko-uherský, český a československý státní úředník, národohospodář a politik, za první republiky ministr financí.

## Biografie
Vystudoval Univerzitu Karlovu.  Profesí byl právník a ekonom. V období let 1895-1898 působil na Zemském finančním ředitelství v Praze, pak od roku 1898 až do roku 1918 byl úředníkem ministerstva financí ve Vídni. Po vzniku Československa nastoupil na ministerstvo financí jako přednosta odboru a setrval zde do roku 1934 (s výjimkou let, kdy působil jako šéf rezortu).
Od listopadu 1928 zastával post pověřeného správce ministerstva financí (poté, co rezignoval Karel Engliš) v třetí vládě Antonína Švehly. Jeho nástup do funkce byl výsledkem kompromisu, když proti předchozímu ministrovi Englišovi rostla nespokojenost v řadách nejsilnější koaliční strany, agrární strany. Na tomto postu setrval, nyní již jako řádný ministr, i v následující první vládě Františka Udržala do prosince 1929. Na postu ministra se orientoval na deflační měnovou politiku vázanou na zlatý základ.
Jeho bratrem byl velmistr řádu Křižovníků s červenou hvězdou Josef Vlasák.